# Félix Galipaux
Félix Galipaux (12 de diciembre de 1860 – 7 de diciembre de 1931) fue un escritor y dramaturgo, actor y humorista de nacionalidad francesa.

## Biografía
Nacido en Burdeos, Francia, fue educado en su ciudad natal y en París.
Tras conseguir un primer premio en el Conservatorio de París, Galipaux prefirió trabajar en el Théâtre du Palais-Royal antes que entrar en la Comédie-Française. Más adelante, pasó a actuar en el Théâtre de la Renaissance.
Galipaux escribió unas cuarenta piezas teatrales, que se representaron en teatros parisinos. También fue columnista de prensa, utilizando el pseudónimo Félix Mayran, y colaborando con el escritor Henri Pagat, utilizando ambos el pseudónimo Pagalipaux.
Galipaux y el actor Coquelin Cadet popularizaron el género de los monólogos de music hall en los años 1880.
Él y Gabrielle Réjane, ambos caracterizados para actuar en la obra Madame Sans-Gêne, aparecen retratados en la litografía de Henri de Toulouse-Lautrec de 1893 Réjane et Galipaux en "Madame Sans-Gêne".
Galipaux también fuw uno de los miembros fundadores de la sociedad teatral Cercle Funambulesque, y estuvo relacionado con el movimiento de Las Artes Incoherentes.
En 1896 o 1897, el pionero cineasta Émile Reynaud filmó a Galipaux interpretando su popular número Le Premier Cigare. Galipaux actuó más adelante en filmes de Ferdinand Zecca y Georges Méliès, entre ellos Le Raid Paris-Monte Carlo en deux heures. El historiador Georges Sadoul informaba que Pathé Frères contó con Galipaux en algunas de las primeras películas sonoras francesas, entre ellas La Lettre y Au Telephone (1905). Además de ello, Galipaux hizo varias grabaciones de voz en discos de vinilo.
Méliès decía que Galipaux era uno de los pocos actores con preparación teatral que se adaptaron bien al cine. Méliès también explicaba que los monólogos de Galipaux y Coquelin inspiraron el estilo cómico de sus propias producciones cinematográficas.
Por su trabajo, Galipaux fue honrado con el título de Officier de l'Instruction Publique de la Orden de las Palmas Académicas.
Félix Galipaux falleció en París, Francia, en 1931. Fue enterrado en el cementerio del Père-Lachaise, en París. Había estado casado con Jeanne Lipmann.

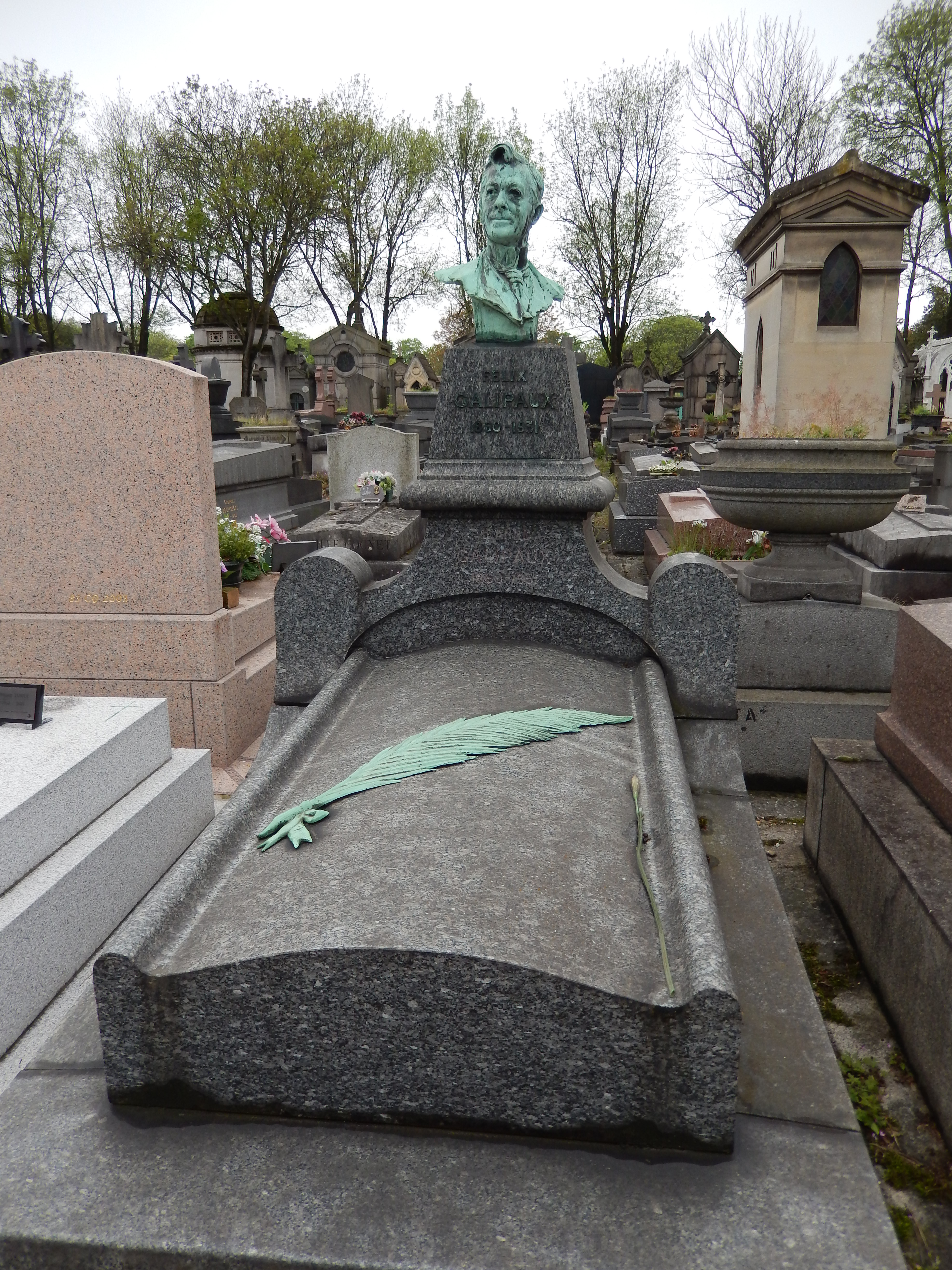
Tumba de Félix Galipaux

## Galipaux y las galipettes
Fue este escritor el que dio popularidad a la palabra galipette, que probablemente ya existía en los dialectos occidentales. En efecto, Félix Galipaux escribió una colección de historias tituladas Galipettes, que obtuvo un éxito tal que dio lugar a otros cinco volúmenes, publicados entre finales del siglo XIX e inicios del XX, siempre utilizando el término galipette. La primera obra se publicó en 1887, y la última en 1905. "Re-Galipettes, Histoires de théâtre" fue reeditada en 1930, poco antes de su muerte.
- Galipettes, Paris, Jules Lévy, 1887. Prefacio de Aurélien Scholl
- Encore des Galipettes
- Toujours des Galipettes
- Rien que des Galipettes
- Plus que jamais des Galipettes 1911
- Re-Galipettes, Histoires de théâtre.

## Otros escritos
- Nos Acteurs dans la rue
- Monologues et récits
- Confetti
- Pour casinoter. Comedias, sainetes, monólogos, fantasías, París, Paul Ollendorf, 1895
- Théâtricule
- La Tournée Ludovic
- Petits Vers sur de grands mots
- Gorgibus et Sganarelle
- Un monsieur qui a un tic
- Le Raid Paris-Monte Carlo en deux heures
- Le Premier cigare du collégien
- Les sifflets du merle, soliloques gais, París, Librairie théâtrale, 1931

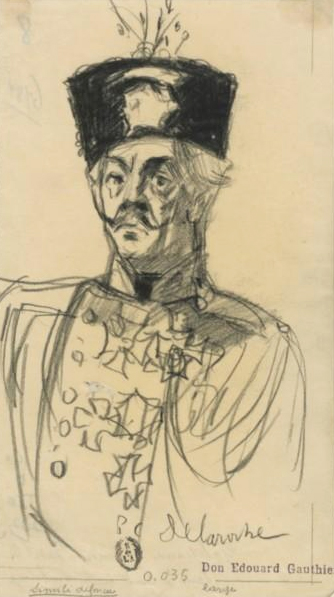
Félix Galipeau en Le Comte de Luxembourg (1912)

## Obras escritas en colaboración
- 1905 : La Mémoire des dates, con Edmond Guiraud
- 1921 : La guerre en pantoufles, con Gabriel Timmory
- 1928 : Nous allons passer une bonne soirée !, con Gabriel Timmory

## Teatro
- 1893 : Madame Sans-Gêne, de Victorien Sardou y Emile Moreau, Théâtre du Vaudeville
- 1895 : Viveurs, de Henri Lavedan, Théâtre du Vaudeville
- 1902 : L'Archiduc Paul, de Abel Hermant, Théâtre du Gymnase Marie-Bell
- 1902 : La Carotte, de Georges Berr, Paul Dehere y Marcel Guillemaud, Théâtre du Palais-Royal
- 1904 : Monsieur la Pudeur, en colaboración con Alphonse Allais y Paul Bonhomme
- 1905 : La Marche forcée, de Georges Berr y Marc Sonal, Théâtre du Palais-Royal
- 1910 : Miquette et sa mèrey de Gaston Arman de Caillavet y Robert de Flers, Théâtre du Gymnase Marie-Bell
- 1911 : Un bon petit diable, de Rosemonde Gérard y Maurice Rostand, Théâtre du Gymnase Marie-Bell
- 1912 : Le Comte de Luxembourg, de Alfred Maria Willner y Robert Bodanzky, adaptación de Robert de Flers y Gaston Arman de Caillavet, Théâtre de l'Apollo
- 1919 : Mariage parisien, de Georges Léglise y Henri Goublier
- 1920 : Mademoiselle ma mère, de Louis Verneuil, Théâtre Femina
- 1924 : Léontine Sœurs, de Albert Acremant y Antoine Mariotte
- 1926 : À Paris tous les deux, de Jacques Bousquet, Henri Falk y Georges Ménier, Teatro de los Campos Elíseos
- 1929 : Mademoiselle ma mère, de Louis Verneuil, Théâtre Edouard VII